# Исленьо

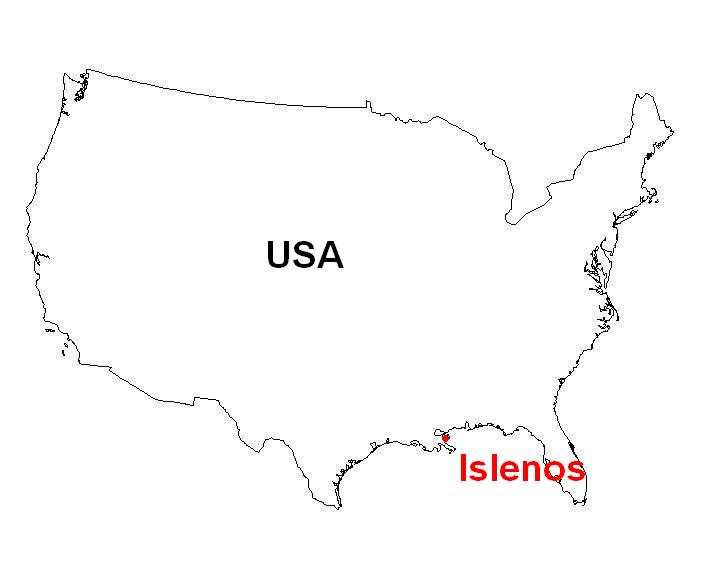

Исленьо (также канарио; исп. Isleño; множественное число исп. Los isleños; французский язык: Îlois; в буквальном переводе «островитяне», выходцы с Канарского архипелага). Исленьо — это потомки испаноязычных канарских эмигрантов, заселявших территорию современного штата Луизиана, острова Куба и Пуэрто-Рико, а также современную территорию республики Венесуэла во время испанской колонизации Америки. Островитянами их прозвали для того, чтобы отличить от более престижных уроженцев континентальной Иберии («пенинсуляры»). Термин «исленьос» чаще всего употребляется в Луизиане, «канариос» — в странах Карибского бассейна и Венесуэле. Канарский диалект испанского языка оказал существенное влияние на карибский испанский. Влияние канарской культуры в Венесуэле XIX века была настолько значительным, что сами венесуэльцы свою страну называли «восьмым островом» (всего Канарских островов семь).

## Луизиана
Активная колонизация Канарских островов Испанией началась в 1402 году. К концу XV века свободных земель на островах практически не осталось, при том что их население превысило 100 тыс. чел. В 16-20 веках происходила активная эмиграция «лишнего» островного населения в Америку в количестве около 2 тыс. чел в год, не считая несанкционированных переселений. Около 3.000 исленьо эмигрировали в Луизиану при поддержке испанской короны между 1778 и 1783. Они обосновались в болотистых районах около г. Новый Орлеан, округ Сен-Бернар. Их потомки долгое время проживали в изоляции от Нового Орлеана и продолжали использовать испанский язык до начала 20-го века. Географическая изоляция помогла сохранить и традиции канариос. Канариос до сих пор поддерживают культурно-языковые контакты как с Канарскими островами в рамках ежегодного фестиваль «Кальдо», названного по имени местного блюда, так и с другими Карибскими странами.